# Eduard von Tiesenhausen
Baron Eduard Caspar von Tiesenhausen (* 6. Oktoberjul. / 18. Oktober 1807greg. in Weißensee, Livland; † 23. Mai 1878 in Wiesbaden) war ein baltischer Jurist.

## Leben

### Herkunft und Familie
Eduard war Angehöriger des Adelsgeschlechts von Tiesenhausen. Er war ein Sohn russischen Artillerie-Leutnants Georg Adolph von Tiesenhausen (1773–1821) auf Weißensee und Hohenheyde sowie der Charlotte Helene, geborene von Lesken, geschiedene von Schilling (1771–1839). 
Er vermählte sich 1826 mit Josephine Freiin von Campenhausen (1811–1881). Aus der Ehe ging die Tochter 
Ernestine Josephine Baroness von Tiesenhausen (1843–1913) hervor, welche sich mit Archibald Maclean, of Coll († 1913) vermählte.  

### Werdegang
Tiesenhausen studierte in den Jahren 1824 bis 1826 Jura an der Kaiserlichen Universität Dorpat. Es schlossen sich Studien im Ausland an, in deren Ergebnis er zum Dr. jur. et phil. promoviert wurde.
Seit 1839 bzw. 1866 war er im Besitz der väterlichen Güter Weißensee und Hohenheyde.
Tiesenhausen war Assessor des Landgerichts in Wenden, Sekretär des Kreisgerichts in Lemsal, Hofgerichtsassessor, Kirchspielsrichter, Kreisdeputierter und schließlich Vizepräsident des livländischen Hofgerichts. 
Seit 1837 war er Mitglied, von 1849 bis 1851 Mitdirektor und von 1851 bis 1854 Präsident der Gesellschaft für Geschichte und Altertumskunde der Ostseeprovinzen Russlands in Riga.

### Werke
Tiesenhausen verfasste einige juristische und historische Abhandlungen, darunter:
- Die Eroberung Livlands durch den kaiserlich russischen General-Feldmarschall Grafen Scheremetjew im Jahre 1710, und die Lebensgeschichte des George Reinhold von Tiesenhausen, Landraths des Herzogthums Livland im Jahre, geb. 1650, gest. 1733, 1856, (Digitalisat)
- Zur Erinnerung an die am 20. Mai 1852 stattgehabte Feier des hundertjährigen Besitzes der Güter Weissensee und Hohenheyde in der Familie von Tiesenhausen, Riga, 1852 (Nachweis)